# Pholeomyia comans
Pholeomyia comans är en tvåvingeart som beskrevs av Curtis W. Sabrosky 1959. Pholeomyia comans ingår i släktet Pholeomyia och familjen sprickflugor.
Artens utbredningsområde är Louisiana. Inga underarter finns listade i Catalogue of Life.